# Sarcophrynium
Sarcophrynium là một chi thực vật thuộc họ Marantaceae.

## Các loài
Chi này có các loài sau (tuy nhiên danh sách này có thể chưa đủ):
- Sarcophrynium baccatum (K.Schum.) K.Schum. (1902) = Sarcophrynium schweinfurthianum (Kuntze) Milne-Redh. (1950)
- Sarcophrynium bisubulatum (K.Schum.) K.Schum. in H.G.A.Engler (ed.), 1902
- Sarcophrynium brachystachyum (Benth.) K.Schum. in H.G.A.Engler (ed.), 1902
  - Sarcophrynium brachystachyum var. puberulifolium Koechlin (1964) = Sarcophrynium brachystachyum (Benth.) K.Schum. (1902)
- Sarcophrynium congolense Loes. in G.W.J.Mildbraed (ed.), 1910
- Sarcophrynium leiogonium (K.Schum.) K.Schum. (1902) = Sarcophrynium prionogonium var. prionogonium
- Sarcophrynium prionogonium (K.Schum.) K.Schum. in H.G.A.Engler (ed.), 1902
  - Sarcophrynium prionogonium var. ivorense Schnell (1957)
  - Sarcophrynium prionogonium var. puberulifolium Schnell (1953) = Sarcophrynium prionogonium var. prionogonium
- Sarcophrynium schweinfurthianum (Kuntze) Milne-Redh., 1950
  - Sarcophrynium schweinfurthianum var. puberulifolium Koechlin(1964) = Sarcophrynium schweinfurthianum (Kuntze) Milne-Redh. (1950)
- Sarcophrynium strictifolium Schnell (1953) = Sarcophrynium brachystachyum (Benth.) K.Schum. (1902)
- Sarcophrynium villosum (Benth.) K.Schum. in H.G.A.Engler (ed.), 1902

## Các loài đã chuyển sang chi khác
- Sarcophrynium adenocarpum (K.Schum.) K.Schum. (1902) = Megaphrynium macrostachyum (K.Schum.) Milne-Redh. (1952)
- Sarcophrynium arnoldianum De Wild. (1903) = Megaphrynium macrostachyum (K.Schum.) Milne-Redh. (1952)
- Sarcophrynium macrophyllum (K.Schum.) Hutch. (1936) = Megaphrynium macrostachyum (K.Schum.) Milne-Redh. (1952)
- Sarcophrynium macrostachyum (K.Schum.) K.Schum. (1902) = Megaphrynium macrostachyum (K.Schum.) Milne-Redh. (1952)
- Sarcophrynium oxycarpum (K.Schum.) K.Schum. (1902) = Megaphrynium macrostachyum (K.Schum.) Milne-Redh. (1952)
- Sarcophrynium spicatum K.Schum. (1902) = Megaphrynium macrostachyum (K.Schum.) Milne-Redh. (1952)
- Sarcophrynium velutinum K.Schum. (1902) = Megaphrynium velutinum (K.Schum.) Koechlin (1964)